# Anna Rodzińska

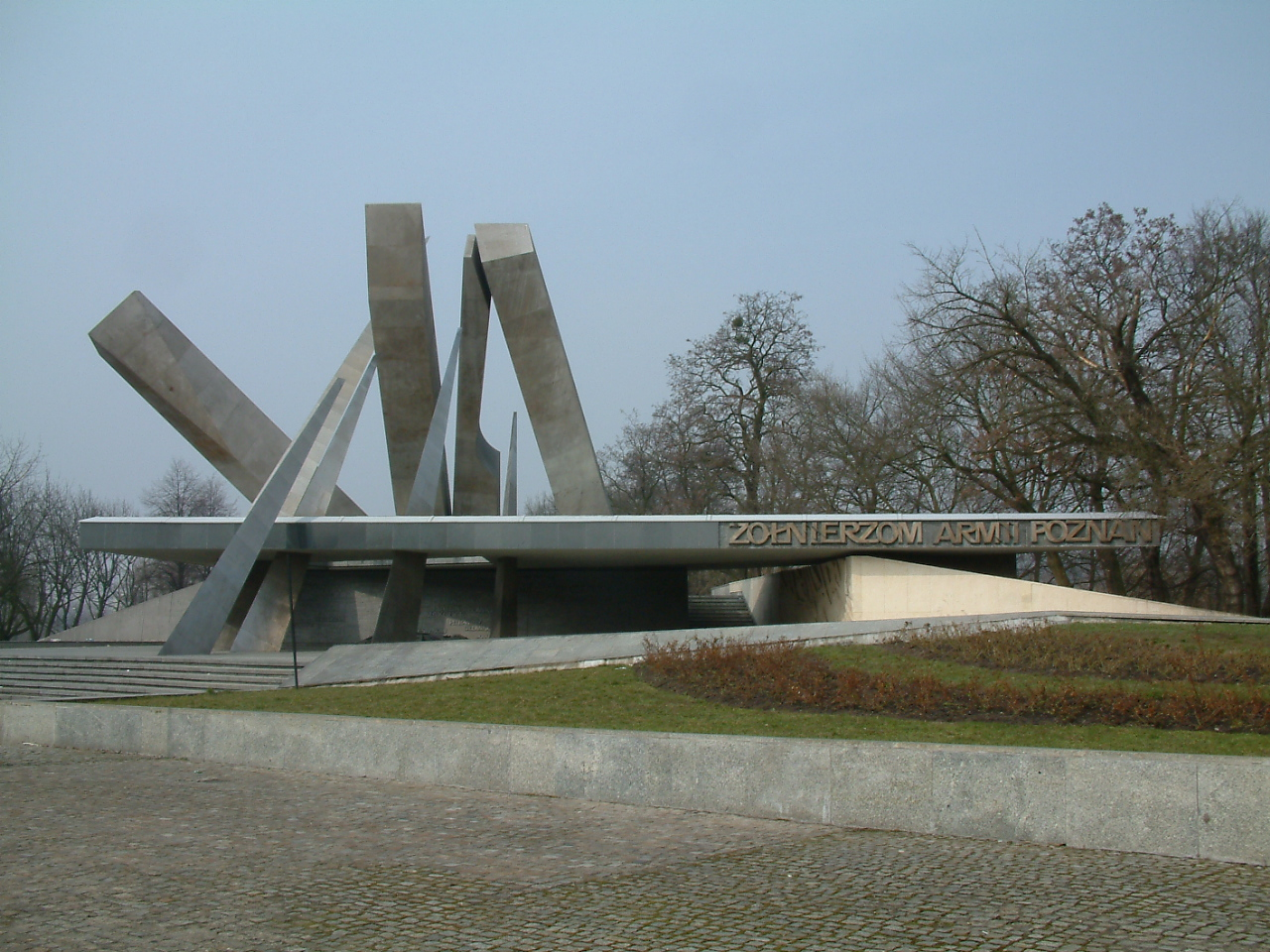
Pomnik Armii „Poznań” w Poznaniu

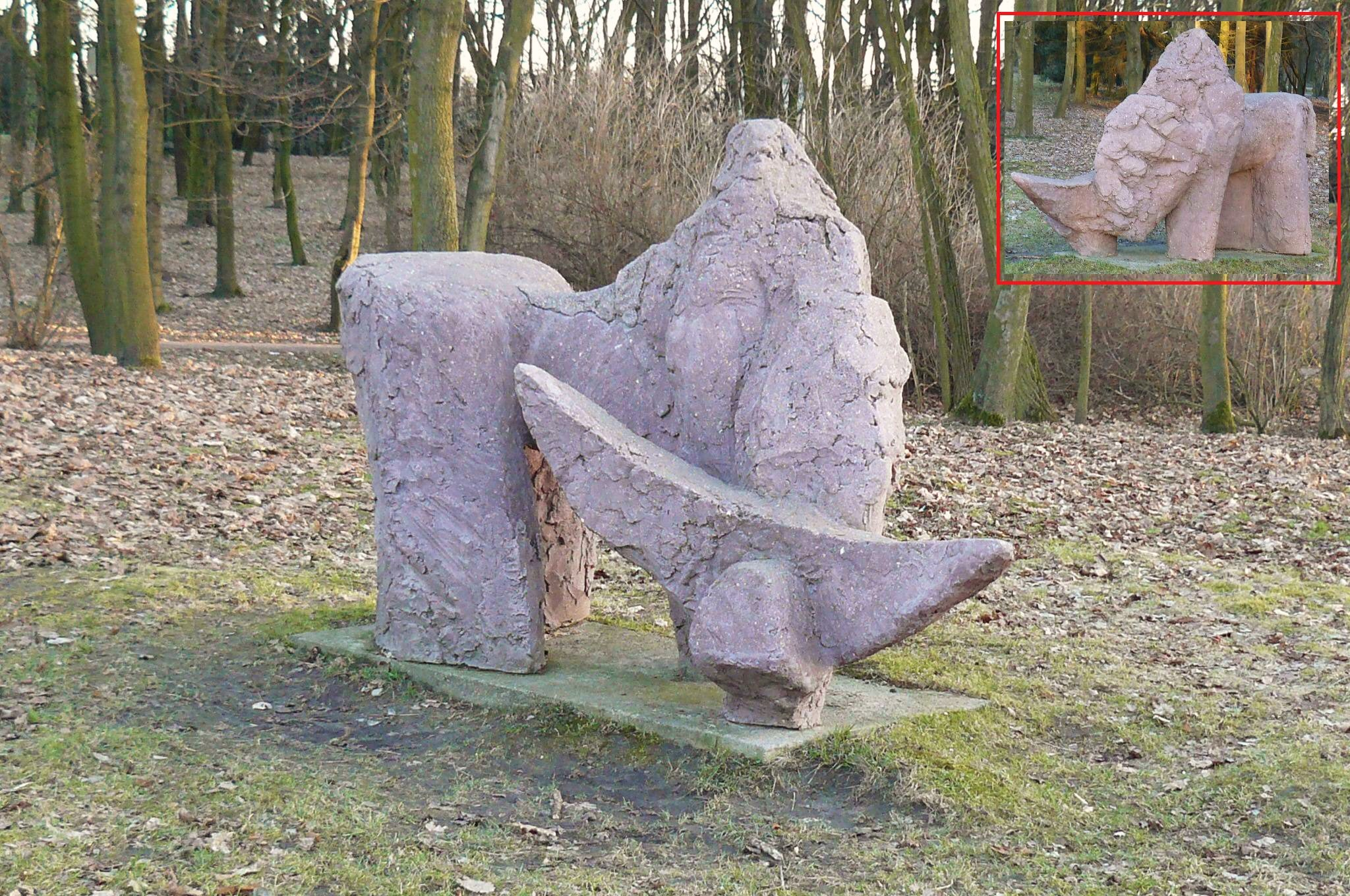
Zwierzę

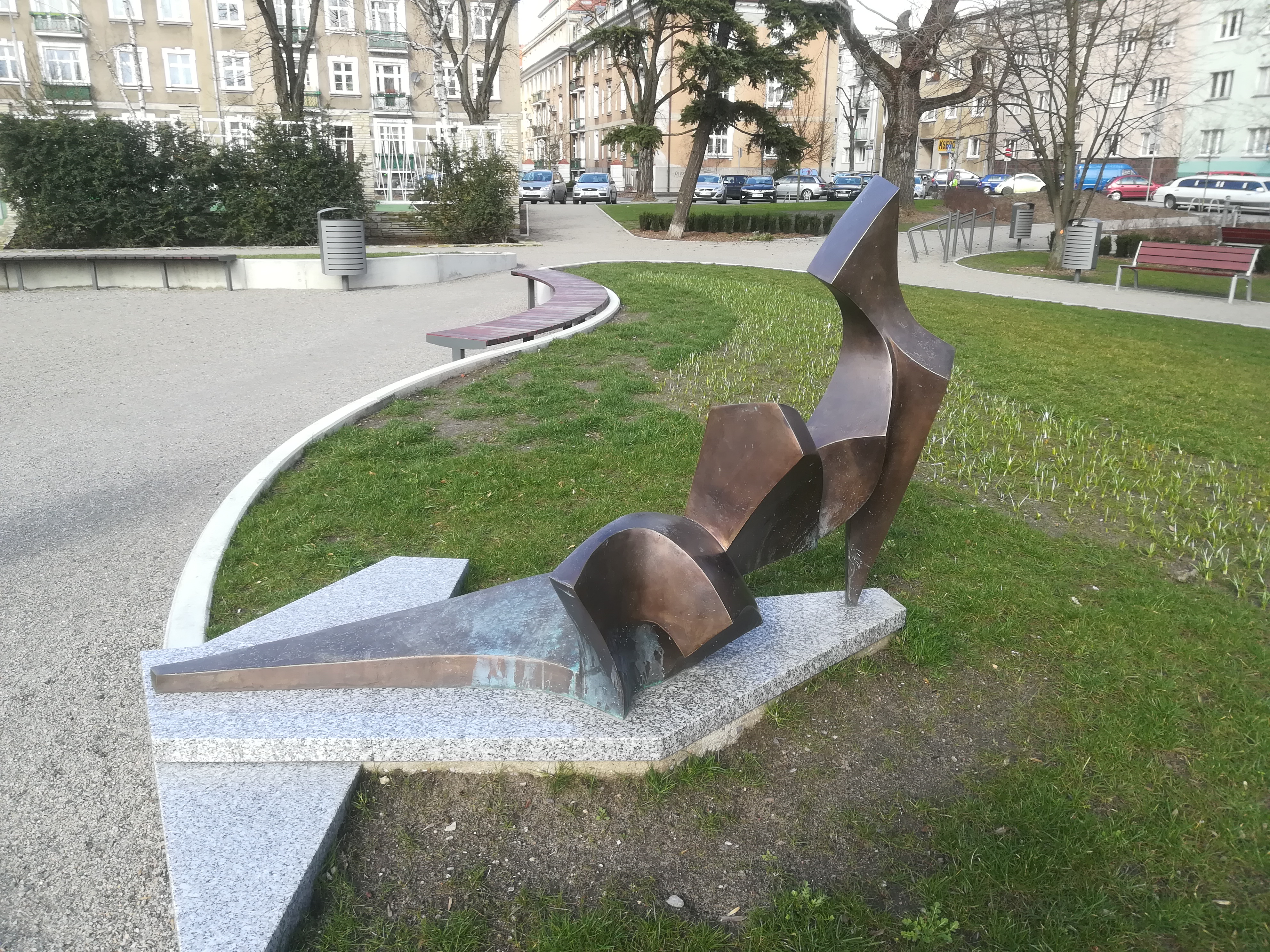
Leżąca w słońcu w Poznaniu

Anna Rodzińska (ur. 3 kwietnia 1933 w Wilnie) – polska rzeźbiarka.

## Życiorys
Urodzona w rodzinie inżyniera leśnika Eugeniusza i Wandy z Rubach-Rubkiewiczów (nauczycielki). Do 1939 przebywała w leśniczówce nad Naroczą, a potem w Białymstoku. Matka zmarła w 1944. Wtedy wraz z ojcem i młodszym bratem Ryszardem przeprowadziła się do Krosna. Szkołę średnią ukończyła w Tarnowie. W latach 1952 – 1957 studiowała w Wyższej Szkole Sztuk Plastycznych w Poznaniu w pracowni Bazylego Wojtowicza. Od 1955 roku była zatrudniona na stanowisku asystenta w jego pracowni. Na poznańskiej uczelni przeszła wszystkie szczeble kariery zawodowej. W 1973 roku została docentem, a następnie uzyskała tytuł profesora. Obecnie jest na emeryturze.
Od 1963 w związku małżeńskim z Józefem Iwiańskim, architektem.

## Realizacje
- Pomnik Bohaterów Walki o Polskość w Międzyrzeczu (1966)
- kompozycja rzeźbiarska Zwierzę, usytuowane na Cytadeli w Poznaniu (1970)
- ceramiczne mozaiki basenów ozdobnych na placu Wolności w Poznaniu (1971) – niezachowane
- płaskorzeźba na gmachu Urzędu Wojewódzkiego w Lesznie (1979) – niezachowane
- Pomnik Armii Poznań (1982)
- rzeźby Radość w Parku Wilsona w Poznaniu
- Płaskorzeźba (10m2) − klasztor Karmelitanek Bosych w Poznaniu (1988)
- Skrzetuski − płaskorzeźba dla kościoła Karmelitanów w Poznaniu (1989)
- Zwierzę spiralne − mosiądz, rozpiętość ok. 2m (własność prywatna) (1989)
- Rodzina II − brąz − przed Liceum im. Św. Marii Magdaleny w Poznaniu (1990)
- płaskorzeźba dla Hospicium w Konstancinie (2000)
- Leżąca w słońcu − pl. Kazimierza Nowakowskiego (skwer u zbiegu ulic Grunwaldzkiej, Przybyszewskiego, Białej) w Poznaniu (2018)[2].

## Udział w ogólnopolskich wystawach
- Warszawa w Zachęcie (1960, 1961, 1967, 1968, 1973, 1975, 1979).
- Kraków (1966).
- Bydgoszcz (1980).
- Łódź (1980)
- Sopot (1974)
- Międzynarodowe Triennale Rzeźby w Poznaniu (2009)

## Udział w zagranicznych wystawach
Brno (1972, 1978), Berlin, Praga, Sofia, Bukareszt, Getynga, Darmstadt, Hanower, Lipsk, Paryż (1979, 1980).

## Wystawy indywidualne
- Galeria Rzeźby w Warszawie (1972, 1981)
- Ośrodek Kultury Polskiej w Paryżu i Wiedniu (1972,1979)
- Salony BWA Poznania Konina i Koszalina.